# Damion Lowe
Damion Lowe (Kingston, 5 de maio de 1993) é um futebolista profissional jamaicano que atua como defensor.

## Carreira
Damion Lowe integrou a Seleção Jamaicana de Futebol na Copa Ouro da CONCACAF de 2017.

## Títulos
Seleção Jamaicana
- Copa Ouro da CONCACAF de 2017 - Vice